# Edvige Vaccari
Edvige Vaccari (1880 circa) è stata un soprano italiano di coloratura.
Fece una tournée in Australia e si esibì in Messico prima di entrare a far parte della San Carlo Opera Company per diverse stagioni, e venne paragonata a Luisa Tetrazzini.

## Biografia
Secondo alcune fonti viene ritenuta originaria Firenze e un profilo più fantasioso la descrisse come cresciuta in un castello che domina Torino e che studiò a Parigi. Un'altra fonte individua la sua città natale a Bergamo. Si diceva che avesse "appena compiuto 26 anni" nel 1916, mettendo la sua nascita nel 1890, ma cantava opera in Australia già nel 1901 e nel 1902, e riferiva di avere circa 19 anni a quel tempo, il che pone la sua data di nascita nei primi anni del 1880.
Edvige Vaccari era talvolta nota come Second Tetrazzini o Little Tetrazzini, per la sua voce, i ruoli da lei interpretati e la bassa statura. Cantò con la compagnia d'opera italiana gestita da JC Williamson in Australia nel 1901 e nel 1902. Cantò anche, per due stagioni a Città del Messico, come componente della National Opera Company. Realizzò una tournée in Nord America con la San Carlo Opera Company di Fortune Gallo dal 1913 al 1922. Il suo repertorio comprendeva Musetta ne La bohème, Rosina ne Il barbiere di Siviglia, Lucia in Lucia di Lammermoor, Olympia e Antonia in I racconti di Hoffmann, Nedda in Pagliacci , Violetta ne La traviata, Lady Harriet in Martha, Marguerite in Faust e Gilda in Rigoletto. "Come nel caso della maggior parte delle dive di coloratura", commentò un recensore della Vaccari, "la sua voce è piccola ma molto flessibile e, per di più, mantiene la sua qualità del tono in tutti i registri e i passaggi intricati".